# Nordicité

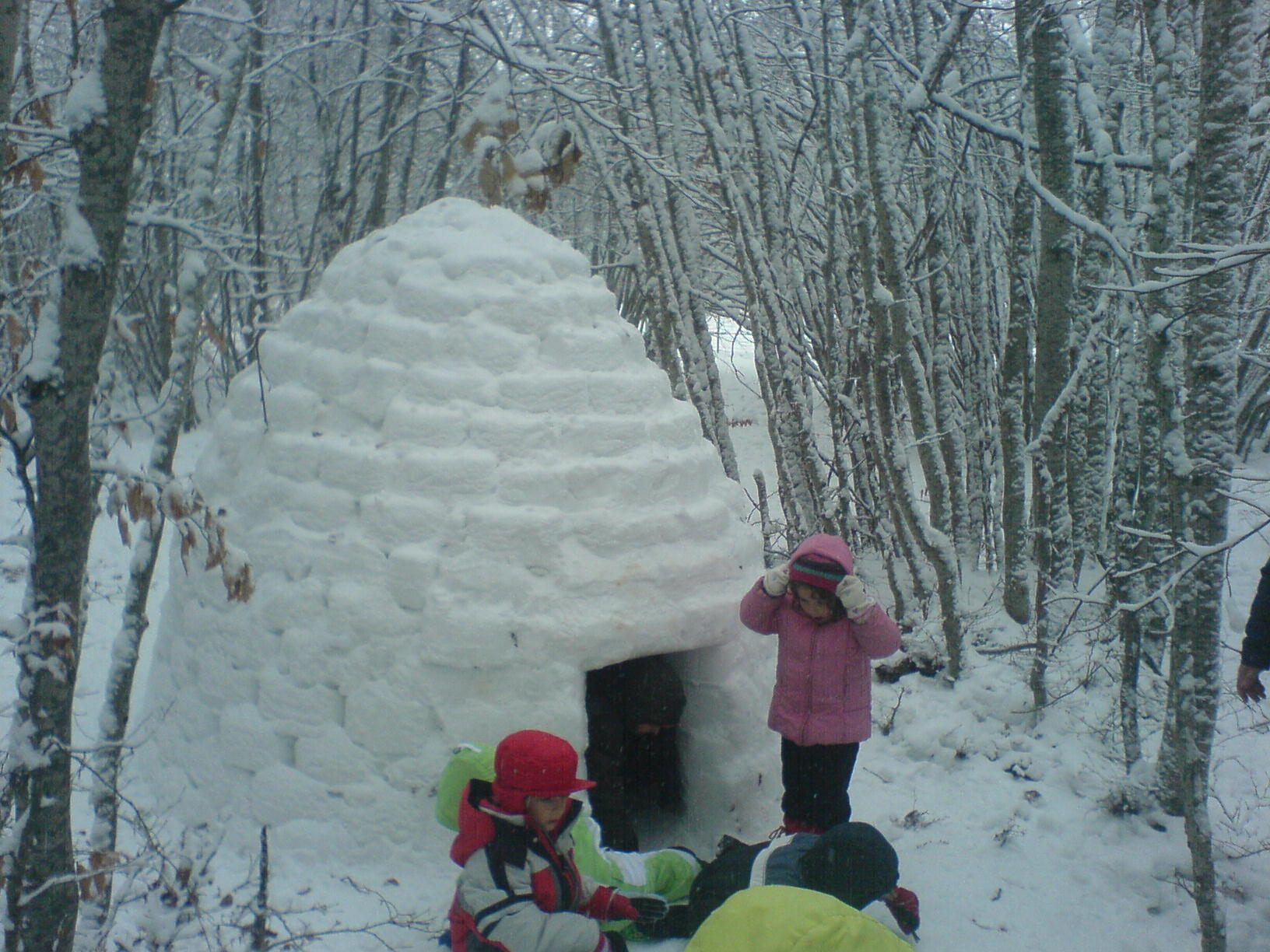
Construction récréative d'Igloo.

Une vue du monde septentrional ou nordique, montrant la ligne isotherme de pour le mois de juillet.

La nordicité est le propre de ce qui est géographiquement nordique.  Plus généralement, elle caractérise les zones froides de l'hémisphère nord, comprenant des pays tels le Canada et les pays scandinaves, qui vivent les mêmes saisons et à peu près les mêmes climats. La notion de nordicité cherche à regarder globalement les sociétés humaines dans leur adaptation au Nord. Tout comme il y a plusieurs façons d'y vivre, on retrouve différentes nordicités. 
La nordicité - et, subséquemment l'hivernité et la montagnité qui en incarnent les « extensions spatiales » est, pour reprendre les mots de Louis-Edmond Hamelin, le «pays froid». 

## Histoire
Par-delà sa signification variable selon son pays d'origine, la notion de nordicité ou du Nord a certes beaucoup évolué, les civilisations venues du sud ne comprenant que très lentement les sociétés autochtones du nord (et vice versa), comme les Inuits qui possèdent une vieille tradition adaptée au Grand Nord. Les notions de nordicité sont aussi particulièrement sujettes aux changements, en ce début de XXIe siècle, où les régions circumpolaires sont les premières cibles des changements climatiques.
Le terme est créé au Québec par le géographe et linguiste Louis-Edmond Hamelin, dans le début des années 1960, voulant s'approprier par le fait même, en tant que Québécois, le qualificatif de nordique, encore employé aujourd'hui pour parler des pays nordiques d'Europe.  En 1976, il instaure son indice de nordicité.   
Le Conseil nordique est fondé en 1952 comme l'organisme officiel promouvant la coopération entre les pays nordiques (Islande, Norvège, Danemark, Suède et Finlande).  
En 1991, les pays membres du Conseil nordique se joignent, avec la Russie, les États-Unis et le Canada, au Conseil arctique, pour se pencher sur les problèmes d'environnement et les problèmes des populations autochtones.
Du 2 au 5 février 1999, à Québec, s'est tenu le Sommet mondial de la nordicité avec plusieurs conférenciers et exposants. Les thèmes couverts étaient les transports, les communications, l'organisation sociale, l'habitat, l'éclairage urbain en milieu nordique, l'environnement et le tourisme. La ville de Québec, s'est proclamée, pour l'événement, « Capitale mondiale de la nordicité ».

## Les pays nordiques
- En Amérique du Nord :
  - États-Unis (Alaska),
  - Canada.
- En Asie du Nord :
  - Japon,
  - Russie.
- En Europe du Nord
  - Voir les pays nordiques.

## Indices de nordicité

### Au Canada
C’est dans une perspective de Nord relatif que Louis-Edmond Hamelin proposa, en 1976, un système de dix indices complémentaires, appelés « valeurs polaires » ou  « vapos », pour mesurer la nordicité de différents points au nord du 50e parallèle. Pour un point géographique donné, six vapos mesurent des phénomènes naturels et quatre vapos mesurent l'activité humaine :
- la latitude (déterminant la photopériode) ;
- la moyenne de température en été ;
- la moyenne annuelle de température ;
- les types de glace ;
- les précipitations annuelles ;
- le type de végétation ;
- l'accessibilité par voie terrestre ou maritime ;
- l'accessibilité par voie aérienne ;
- la population et
- le degré d'activité économique.

La somme (ou la moyenne) de ces indices nous donne l'« indice de nordicité », allant de zéro à extrême.  Quoique l'on puisse attribuer la valeur maximale (de 100 ou 1000, selon l'échelle) à l'indice de nordicité du Pôle Nord, les points de même indice de nordicité n'ont pas tous la même latitude et l'indice varie au cours du temps. L'indice nous permet ensuite de tracer les contours de différents nords, correspondant à différents degrés de nordicité (Pré-Nord, Moyen Nord, Grand Nord et Extrême Nord). Louis-Edmond Hamelin proposa, pour des vapos allant de 0 à 100 et dont la somme fait l'indice de nordicité, qu'un point géographique est nordique ou dans le Nord s'il a un indice de nordicité supérieur à 200.  Selon ce critère, la majorité du Canada excepté le sud de l'Île de Vancouver, les terres longeant la frontière avec les États-Unis, les Prairies, le corridor Québec-Windsor et la plupart des provinces maritimes, fait partie du « Nord ».